# Eintracht Frankfurt 1981-1982
Questa voce raccoglie le informazioni riguardanti l'Eintracht Frankfurt nelle competizioni ufficiali della stagione 1981-1982.

## Stagione
Nella stagione 1981-1982 l'Eintracht Francoforte, allenato da Lothar Buchmann, concluse il campionato di Bundesliga al 8º posto. In Coppa di Germania l'Eintracht Francoforte fu eliminato al secondo turno dal Fortuna Düsseldorf. In Coppa delle Coppe l'Eintracht Francoforte fu eliminato ai quarti di finale dal Tottenham.

## Rosa
| N. |                     | Ruolo | Calciatore       |
| -- | ------------------- | ----- | ---------------- |
|    | Germania (bandiera) | P     | Joachim Jüriens  |
|    | Germania (bandiera) | P     | Jürgen Pahl      |
|    | Germania (bandiera) | P     | Ralf Raps        |
|    | Germania (bandiera) | D     | Charly Körbel    |
|    | Germania (bandiera) | D     | Helmut Müller    |
|    | Germania (bandiera) | D     | Willi Neuberger  |
|    | Austria (bandiera)  | D     | Bruno Pezzey     |
|    | Germania (bandiera) | D     | Peter Reichel    |
|    | Germania (bandiera) | D     | Michael Sziedat  |
|    | Germania (bandiera) | C     | Ralf Falkenmayer |
|    | Germania (bandiera) | C     | Armin Görtz      |
|    | Germania (bandiera) | C     | Werner Lorant    |

| N. |                          | Ruolo | Calciatore        |
| -- | ------------------------ | ----- | ----------------- |
|    | Germania (bandiera)      | C     | Stefan Lottermann |
|    | Germania (bandiera)      | C     | Norbert Nachtweih |
|    | Germania (bandiera)      | C     | Bernd Nickel      |
|    | Germania (bandiera)      | A     | Holger Anthes     |
|    | Germania (bandiera)      | A     | Ronny Borchers    |
|    | Corea del Sud (bandiera) | A     | Cha Bum-kun       |
|    | Germania (bandiera)      | A     | Helmut Gulich     |
|    | Germania (bandiera)      | A     | Harald Karger     |
|    | Germania (bandiera)      | A     | Michael Künast    |
|    | Germania (bandiera)      | A     | Joachim Löw       |
|    | Germania (bandiera)      | A     | Norbert Otto      |

## Organigramma societario
Area tecnica
- Allenatore: Lothar Buchmann
- Allenatore in seconda: Dieter Stinka
- Preparatore dei portieri:
- Preparatori atletici:

## Calciomercato

### Sessione estiva
| Acquisti | Acquisti       | Acquisti                 | Acquisti |
| R.       | Nome           | da                       | Modalità |
| -------- | -------------- | ------------------------ | -------- |
| A        | Holger Anthes  | FSV Francoforte          |          |
| A        | Bernd Eufinger | RSV Würges               |          |
| A        | Joachim Löw    | Stoccarda                |          |
| A        | Norbert Otto   | Eintracht Francoforte II |          |

| Cessioni | Cessioni            | Cessioni                | Cessioni |
| R.       | Nome                | a                       | Modalità |
| -------- | ------------------- | ----------------------- | -------- |
| A        | Bernd Eufinger      | Osnabrück               |          |
| D        | Wolfgang Trapp      | Darmstadt               |          |
| C        | Michael Blättel     | Saarbrücken             |          |
| D        | Rigobert Gruber     | Werder Brema            |          |
| A        | Bernd Hölzenbein    | Ft. Lauderdale Strikers |          |
| A        | Norbert Hönnscheidt | Wormatia Worms          |          |
| D        | Claus-Peter Zick    | Eintracht Haiger        |          |

### Sessione invernale
| Acquisti | Acquisti | Acquisti | Acquisti |
| R.       | Nome     | da       | Modalità |
| -------- | -------- | -------- | -------- |

| Cessioni | Cessioni | Cessioni | Cessioni |
| R.       | Nome     | a        | Modalità |
| -------- | -------- | -------- | -------- |

## Risultati

### Bundesliga

#### Girone di andata
| Arbitro: | Eschweiler |

|                   |           |                        |
| Löw 9’ Körbel 49’ | Marcatori | 73’ Funkel 77’ Briegel |

| Arbitro: | Heitmann |

|  |           |                            |
|  | Marcatori | 18’ Borchers 47’ Nachtweih |

| Arbitro: | Huster |

|                                     |           |                 |
| Nickel 64’ Nachtweih 73’ Anthes 90’ | Marcatori | 88’ Lieberwirth |

| Arbitro: | Hontheim |

|                                |           |  |
| Woodcock 65’ Bonhof 79’ (rig.) | Marcatori |  |

| Arbitro: | Niebergall |

|                            |           |                       |
| Bittorf 9’, 86’ Patzke 45’ | Marcatori | 16’ Pezzey 90’ Anthes |

| Arbitro: | Hennig |

|                                    |           |                  |
| Cha 40’ Nachtweih 68’ Borchers 84’ | Marcatori | 42’, 43’ Hartwig |

| Arbitro: | Luca |

|                                           |           |                            |
| Seliger 2’ Fruck 20’ Dietz 40’ Helmes 42’ | Marcatori | 67’ Nachtweih 78’ Borchers |

| Arbitro: | Pauly |

|                                                     |           |         |
| Neuberger 51’ Lorant 56’ (rig.), 76’ (rig.) Cha 89’ | Marcatori | 79’ Six |

| Arbitro: | Linn |

|                 |           |  |
| Otto 20’ (aut.) | Marcatori |  |

| Arbitro: | Retzmann |

|                    |           |           |
| Löw 56’ Körbel 90’ | Marcatori | 71’ Geils |

| Arbitro: | Niebergall |

|                                          |           |                        |
| Kraus 22’ Rummenigge 33’ Niedermayer 37’ | Marcatori | 19’ Löw 71’ Lottermann |

| Arbitro: | Tritschler |

|                                          |           |                         |
| Lorant 22’ (rig.) Lottermann 62’ Löw 81’ | Marcatori | 16’ (rig.), 87’ Glowacz |

| Arbitro: | Assenmacher |

|             |           |                                           |
| Mattern 15’ | Marcatori | 24’, 33’ Lottermann 72’ Nickel 79’ Lorant |

| Arbitro: | Uhlig |

|                                                                        |           |                       |
| Nickel 20’, 80’ Borchers 24’, 40’, 43’ Nachtweih 71’, 74’ Cha 78’, 89’ | Marcatori | 7’ Meier 64’ Reinders |

| Arbitro: | Engel |

|                           |           |                 |
| Eðvaldsson 67’ Allofs 73’ | Marcatori | 82’, 85’ Künast |

| Arbitro: | Roth |

|                                    |           |            |
| Pezzey 37’, 78’ Körbel 66’ Cha 68’ | Marcatori | 41’ Krauth |

| Arbitro: | Ahlenfelder |

|                                       |           |               |
| Bruns 26’ Pahl 50’ Worm 70’ Grobe 82’ | Marcatori | 52’ Neuberger |

#### Girone di ritorno
| Arbitro: | Pauly |

|                                                                            |           |                       |
| Körbel 42’ (aut.) Briegel 43’ Funkel 61’ Eilenfeldt 83’, 88’ Eigendorf 90’ | Marcatori | 23’ Neuberger 25’ Cha |

| Arbitro: | Gabor |

|                    |           |                                          |
| Rüssmann 6’ (aut.) | Marcatori | 11’ Klotz 28’, 80’ Burgsmüller 75’ Huber |

| Arbitro: | Hennig |

|                                                          |           |                                         |
| Lieberwirth 17’ Hintermaier 35’ Dreßel 58’, 86’ Heck 83’ | Marcatori | 33’ Borchers 63’ Falkenmayer 87’ Künast |

| Arbitro: | Umbach |

|                                                         |           |                               |
| Nachtweih 26’ Löw 67’ (rig.) Falkenmayer 81’ Anthes 89’ | Marcatori | 32’ Fischer 73’ (aut.) Pezzey |

| Arbitro: | Luca |

|  |           |              |
|  | Marcatori | 31’ Schreier |

| Arbitro: | Niebergall |

|                         |           |  |
| Hartwig 68’ Bastrup 77’ | Marcatori |  |

| Arbitro: | Kasperowski |

|                                                    |           |               |
| Cha 24’ Nachtweih 45’ Künast 57’ Lorant 67’ (rig.) | Marcatori | 58’ Wohlfarth |

| Arbitro: | Uhlig |

|                                                      |           |                          |
| Kelsch 28’, 54’ Müller 34’ Allgöwer 59’ Reichert 67’ | Marcatori | 31’ Nachtweih 74’ Nickel |

| Arbitro: | Hontheim |

|                             |           |  |
| Falkenmayer 1’ Cha 38’, 64’ | Marcatori |  |

| Arbitro: | Assenmacher |

|                                    |           |  |
| Lienen 33’ Schock 86’ Schröder 88’ | Marcatori |  |

| Arbitro: | Tritschler |

|                                                |           |                                             |
| Nachtweih 16’ Pezzey 23’ Körbel 55’ Künast 86’ | Marcatori | 36’ Breitner 46’ Rummenigge 66’ Augenthaler |

| Arbitro: | Gabor |

|          |           |                           |
| Szech 5’ | Marcatori | 47’ Körbel 49’ Lottermann |

| Arbitro: | Stäglich |

|                       |           |               |
| Cha 35’ Nachtweih 55’ | Marcatori | 71’ Vorreiter |

| Arbitro: | Huster |

|                             |           |         |
| Siegmann 51’ Rautiainen 83’ | Marcatori | 49’ Cha |

| Arbitro: | Brehm |

|                                                |           |  |
| Dusend 49’ (aut.) Borchers 58’, 75’ Nickel 77’ | Marcatori |  |

| Arbitro: | Walz |

|                            |           |                             |
| Bold 50’ (rig.) Boysen 86’ | Marcatori | 27’ Sziedat 82’ (aut.) Groß |

| Arbitro: | Risse |

|                                       |           |                         |
| Anthes 26’ Lorant 34’, 74’ Nickel 47’ | Marcatori | 50’ Merkhoffer 56’ Worm |

### Coppa di Germania
| Arbitro: | Filla |

|                                                                              |           |               |
| Nachtweih 7’ Anthes 27’ Nickel 43’ Pezzey 45’ Borchers 53’ Lorant 79’ (rig.) | Marcatori | 73’ Rohwedder |

| Arbitro: | Roth |

|                                     |           |                |
| Allofs 6’ Bockenfeld 72’ Bommer 85’ | Marcatori | 25’ Lottermann |

### Coppa delle Coppe
| Arbitro: | Valentine |

|                       |           |  |
| Pezzey 11’ Körbel 78’ | Marcatori |  |

| Arbitro: | Kuti |

|                                             |                      |                                      |
| Kōstikos 35’, 60’                           | Marcatori            |                                      |
| Kōstikos Guerino Gounaris Siggas Dimopoulos | Tiri di rigore 4 – 5 | Lorant Körbel Trapp Nachtweih Pezzey |

| Arbitro: | Carpenter |

|            |           |  |
| Yashin 50’ | Marcatori |  |

| Arbitro: | Hunting |

|                             |           |  |
| Pezzey 3’ Lorant 59’ (rig.) | Marcatori |  |

| Arbitro: | Rainea |

|                       |           |  |
| Miller 58’ Hazard 81’ | Marcatori |  |

| Arbitro: | Garrido |

|                     |           |            |
| Borchers 2’ Cha 15’ | Marcatori | 80’ Hoddle |

## Statistiche

### Statistiche di squadra
| Competizione      | Punti | In casa | In casa | In casa | In casa | In casa | In casa | In trasferta | In trasferta | In trasferta | In trasferta | In trasferta | In trasferta | Totale | Totale | Totale | Totale | Totale | Totale | DR  |
| Competizione      | Punti | G       | V       | N       | P       | Gf      | Gs      | G            | V            | N            | P            | Gf           | Gs           | G      | V      | N      | P      | Gf     | Gs     | DR  |
| ----------------- | ----- | ------- | ------- | ------- | ------- | ------- | ------- | ------------ | ------------ | ------------ | ------------ | ------------ | ------------ | ------ | ------ | ------ | ------ | ------ | ------ | --- |
| Bundesliga        | 37    | 17      | 14      | 1       | 2       | 56      | 26      | 17           | 3            | 2            | 12           | 27           | 46           | 34     | 17     | 3      | 14     | 83     | 72     | +11 |
| Coppa di Germania | -     | 1       | 1       | 0       | 0       | 6       | 1       | 1            | 0            | 0            | 1            | 1            | 3            | 2      | 1      | 0      | 1      | 7      | 4      | +3  |
| Coppa delle Coppe | -     | 3       | 3       | 0       | 0       | 6       | 1       | 3            | 0            | 0            | 3            | 0            | 5            | 6      | 3      | 0      | 3      | 6      | 6      | 0   |
| Totale            | 37    | 21      | 18      | 1       | 2       | 68      | 28      | 21           | 3            | 2            | 16           | 28           | 54           | 42     | 21     | 3      | 18     | 96     | 82     | +14 |

### Andamento in campionato
| Giornata  | 1 | 2 | 3 | 4 | 5 | 6 | 7  | 8 | 9 | 10 | 11 | 12 | 13 | 14 | 15 | 16 | 17 | 18 | 19 | 20 | 21 | 22 | 23 | 24 | 25 | 26 | 27 | 28 | 29 | 30 | 31 | 32 | 33 | 34 |
| --------- | - | - | - | - | - | - | -- | - | - | -- | -- | -- | -- | -- | -- | -- | -- | -- | -- | -- | -- | -- | -- | -- | -- | -- | -- | -- | -- | -- | -- | -- | -- | -- |
| Luogo     | C | T | C | T | T | C | T  | C | T | C  | T  | C  | T  | C  | T  | C  | T  | T  | C  | T  | C  | C  | T  | C  | T  | C  | T  | C  | T  | C  | T  | C  | T  | C  |
| Risultato | N | V | V | P | P | V | P  | V | P | V  | P  | V  | V  | V  | N  | V  | P  | P  | P  | P  | V  | P  | P  | V  | P  | V  | P  | V  | V  | V  | P  | V  | N  | V  |
| Posizione | 7 | 7 | 4 | 6 | 8 | 8 | 10 | 8 | 9 | 8  | 8  | 6  | 6  | 5  | 5  | 5  | 6  | 6  | 7  | 8  | 7  | 9  | 9  | 8  | 11 | 10 | 11 | 10 | 10 | 9  | 9  | 8  | 8  | 8  |

Legenda:

Luogo: C = Casa; T = Trasferta. Risultato: V = Vittoria; N = Pareggio; P = Sconfitta.

### Statistiche dei giocatori
| Giocatore      | Bundesliga | Bundesliga | Bundesliga  | Bundesliga | Coppa di Germania | Coppa di Germania | Coppa di Germania | Coppa di Germania | Coppa delle Coppe | Coppa delle Coppe | Coppa delle Coppe | Coppa delle Coppe | Totale   | Totale | Totale      | Totale     |
| Giocatore      | Presenze   | Reti       | Ammonizioni | Espulsioni | Presenze          | Reti              | Ammonizioni       | Espulsioni        | Presenze          | Reti              | Ammonizioni       | Espulsioni        | Presenze | Reti   | Ammonizioni | Espulsioni |
| -------------- | ---------- | ---------- | ----------- | ---------- | ----------------- | ----------------- | ----------------- | ----------------- | ----------------- | ----------------- | ----------------- | ----------------- | -------- | ------ | ----------- | ---------- |
| H. Anthes      | 15         | 4          | 1           | 0          | 1                 | 1                 | 0                 | 0                 | 1                 | 0                 | 0                 | 0                 | 17       | 5      | 1           | 0          |
| R. Borchers    | 22         | 9          | 1           | 0          | 1                 | 1                 | 0                 | 0                 | 4                 | 1                 | 0                 | 0                 | 27       | 11     | 1           | 0          |
| B. Cha         | 31         | 11         | 0           | 0          | 1                 | 0                 | 0                 | 0                 | 6                 | 1                 | 0                 | 0                 | 38       | 12     | 0           | 0          |
| B. Eufinger    | 1          | 0          | 0           | 0          | 0                 | 0                 | 0                 | 0                 | 0                 | 0                 | 0                 | 0                 | 1        | 0      | 0           | 0          |
| R. Falkenmayer | 32         | 3          | 3           | 0          | 2                 | 0                 | 0                 | 0                 | 6                 | 0                 | 0                 | 0                 | 40       | 3      | 3           | 0          |
| H. Gulich      | 0          | 0          | 0           | 0          | 0                 | 0                 | 0                 | 0                 | 1                 | 0                 | 0                 | 0                 | 1        | 0      | 0           | 0          |
| A. Görtz       | 4          | 0          | 0           | 0          | 1                 | 0                 | 0                 | 0                 | 0                 | 0                 | 0                 | 0                 | 5        | 0      | 0           | 0          |
| J. Jüriens     | 4          | 0          | 0           | 0          | 0                 | 0                 | 0                 | 0                 | 1                 | 0                 | 0                 | 0                 | 5        | 0      | 0           | 0          |
| H. Karger      | 1          | 0          | 0           | 0          | 0                 | 0                 | 0                 | 0                 | 0                 | 0                 | 0                 | 0                 | 1        | 0      | 0           | 0          |
| C. Körbel      | 34         | 5          | 2           | 0          | 2                 | 0                 | 0                 | 0                 | 5                 | 1                 | 0                 | 0                 | 41       | 6      | 2           | 0          |
| M. Künast      | 10         | 5          | 2           | 0          | 0                 | 0                 | 0                 | 0                 | 2                 | 0                 | 0                 | 0                 | 12       | 5      | 2           | 0          |
| W. Lorant      | 29         | 7          | 5           | 0          | 2                 | 1                 | 0                 | 0                 | 5                 | 1                 | 0                 | 0                 | 36       | 9      | 5           | 0          |
| S. Lottermann  | 27         | 5          | 1           | 0          | 1                 | 1                 | 0                 | 0                 | 5                 | 0                 | 0                 | 0                 | 33       | 6      | 1           | 0          |
| J. Löw         | 24         | 5          | 0           | 0          | 2                 | 0                 | 0                 | 0                 | 3                 | 0                 | 0                 | 0                 | 29       | 5      | 0           | 0          |
| H. Müller      | 0          | 0          | 0           | 0          | 0                 | 0                 | 0                 | 0                 | 0                 | 0                 | 0                 | 0                 | 0        | 0      | 0           | 0          |
| N. Nachtweih   | 31         | 11         | 1           | 1          | 1                 | 1                 | 0                 | 0                 | 6                 | 0                 | 0                 | 0                 | 38       | 12     | 1           | 1          |
| W. Neuberger   | 31         | 3          | 0           | 0          | 1                 | 0                 | 0                 | 0                 | 6                 | 0                 | 0                 | 0                 | 38       | 3      | 0           | 0          |
| B. Nickel      | 28         | 7          | 2           | 0          | 2                 | 1                 | 0                 | 0                 | 4                 | 0                 | 0                 | 0                 | 34       | 8      | 2           | 0          |
| N. Otto        | 3          | 0          | 0           | 0          | 1                 | 0                 | 0                 | 0                 | 2                 | 0                 | 0                 | 0                 | 6        | 0      | 0           | 0          |
| J. Pahl        | 32         | 0          | 0           | 0          | 2                 | 0                 | 0                 | 0                 | 5                 | 0                 | 0                 | 0                 | 39       | 0      | 0           | 0          |
| B. Pezzey      | 30         | 4          | 2           | 0          | 2                 | 1                 | 0                 | 0                 | 6                 | 2                 | 0                 | 0                 | 38       | 7      | 2           | 0          |
| R. Raps        | 1          | 0          | 0           | 0          | 0                 | 0                 | 0                 | 0                 | 0                 | 0                 | 0                 | 0                 | 1        | 0      | 0           | 0          |
| P. Reichel     | 0          | 0          | 0           | 0          | 0                 | 0                 | 0                 | 0                 | 0                 | 0                 | 0                 | 0                 | 0        | 0      | 0           | 0          |
| M. Sziedat     | 29         | 1          | 5           | 0          | 2                 | 0                 | 0                 | 0                 | 6                 | 0                 | 0                 | 0                 | 37       | 1      | 5           | 0          |
| W. Trapp       | 8          | 0          | 1           | 0          | 2                 | 0                 | 0                 | 0                 | 3                 | 0                 | 0                 | 0                 | 13       | 0      | 1           | 0          |